# Tanz mit der Zeit
Tanz mit der Zeit ist ein deutscher Dokumentarfilm aus dem Jahr 2007 von Trevor Peters nach dem autobiografischen Tanztheater Zeit – tanzen seit 1927 von Heike Hennig.

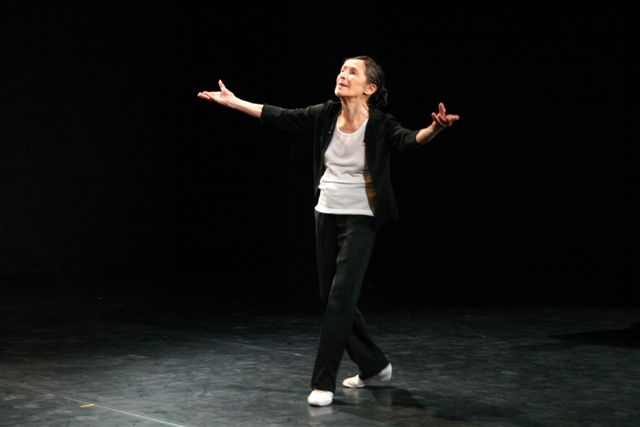
Ursula Cain in „Zeit – tanzen seit 1927“ von Heike Hennig (2006) Postermotiv

## Handlung
Im Februar 2005 begibt sich die Leipziger Choreografin Heike Hennig auf die Suche nach ehemaligen Tänzern der Oper Leipzig. Die Karrieren im klassischen Ballett enden früh. Mitte 30 müssen sich die meisten Tänzer nach einem anderen Beruf umsehen. Nach intensiver Recherche im Tanzarchiv Leipzig hat Heike Hennig mit mehreren ehemaligen Profis Kontakt aufgenommen. Neben dem Ehrenmitglied der Oper Leipzig Ursula Cain (* 1927, † 2011) haben Christa Franze (* 1927, † 2009), Siegfried Prölß (* 1934, † 2011) und Horst Dittmann (1943–2021) die Aufforderung von Heike Hennig angenommen, für ein zeitgenössisches Tanzstück auf die Bühne der Oper Leipzig zurückzukehren. Der Film von Trevor Peters zeigt das außergewöhnliche Ergebnis des autobiografischen Tanztheaterstückes „Zeit - tanzen seit 1927“ von Heike Hennig. Sie erzählen aus ihrem Leben und tanzen ihre Lebensgeschichten beeinflusst von Choreografinnen wie Mary Wigman, Dore Hoyer, Tatjana Gsovsky bis Gret Palucca, die der Film abseits der Bühne und mit Archivmaterial nachzeichnet. Alle durchlebten Zeiten größter Umbrüche und sozialer Veränderungen des letzten Jahrhunderts in Deutschland.
Trevor Peters im Planet Interview zum Pas de deux zum langsamen Satz aus der 5. Sinfonie von Gustav Mahler: „Ich möchte nicht eitel klingen aber ich kann mir vorstellen, dass die Filmszene dazu Tanzgeschichte machen wird. Es ist so schön, wie sie dieses Duett tanzen, die Emotionalität ist so authentisch. Das Erzählen vom Leben verschmilzt mit dem Tanzen. Alles gehört zusammen.“
Nach ausverkauften Aufführungen in Leipzig und Dresden wurde das Projekt fortgeführt. In dem Tanztheater der Generationen „ZeitSprünge“ von Heike Hennig, welches 2007 während der Dreharbeiten entstand, treffen die Protagonisten auf ihre jungen Kollegen von Heike Hennig & Co.

## Kritiken
„Eine echte Überraschung … eine wundervolle Reflexion über Kunst, menschliches Miteinander und das Altern – köstlich selbstironisch und sanft berührend.“

## Musik
- Jureks Zeit: (J. Lamorski)
- Kalumbo: (C. Meyer/R. Moser)
- Something in the Park: (C. Meyer/R. Moser)
- Give me that old Time Religion: (trad.arr. Moses Hogan) Darek Lee Ragin & The New World Ensemble-Chamber Choir
- Brandenburgische Konzerte: G-Dur, Allegro (Johann Sebastian Bach)
- Symphony No. 5: C-Sharp minor, Adagietto (G. Mahler) Berliner Philharmoniker – Claudio Abbado
- Dancing with Memories: (C. Meyer)
- Ich sitze gerade Zuhause und werde mir eine Zigarette drehen: (Ammer & Console)
- Django Theme: (M. Dietrich/J. Simon/VM De Luxe/O. F. Berdomo) DJ Opossum

## Sonstiges
Der Film wurde von der Ma.Ja.De Filmproduktion in Koproduktion mit ZDF und in Zusammenarbeit mit ARTE produziert und auf internationalen Filmfestivals unter dem Titel Dancing with Time präsentiert. Von der Ventura Filmverleih wurde er 2008 in die deutschen Kinos und 2009 als DVD in den Handel gebracht. Zur Leipziger Buchmesse wurde das gleichnamige Buch zum Film von der Autorin Marion Appelt mit zahlreichen Fotografien von Friedrich U. Minkus vorgestellt.